# Petrocub Hîncești
Petrocub Hîncești (rum. Fotbal Club Petrocub Sărata-Galbenă) – mołdawski klub piłkarski z siedzibą w Hîncești.

## Historia
Chronologia nazw:
- 1994: Petroclub-Condor Sărata-Galbenă
- 1995: Spicul Sarata Galbena
- 1998: Petrocub-Spicul Sarata-Galbena
- 2000: Petrocub-Condor Sarata-Galbena
- 2001: FC Hîncești
- 2005: Petrocub Sărata-Galbenă
- 2013: Rapid-2 Petrocub Sărata-Galbenă
- 2015: Petrocub Hîncești

Klub piłkarski Spicul Sarata-Galbena został założony w miejscowości Sarata-Galbena w 1994 roku. W sezonie 1995/1996 debiutował w Divizia A. W 1995 zmienił nazwę na Spicul Sarata-Galbena, w 1998 na Petrocub-Spicul Sarata-Galbena, a w 2000 na Petrocub-Condor Sarata Galbena. Po zakończeniu sezonu 2001/02, w którym zajął trzecie miejsce, w barażach z klubem Haiduc-Sporting-USM Hîncești zdobył awans do Divizia Națională. Przed rozpoczęciem sezonu 2001/02 klub przeniósł się do Hîncești (klub reprezentujący miasto w pierwszej lidze akurat spadł do niższej ligi i przeniósł się do Kiszyniowa) i zmienił nazwę na FC Hîncești. W pierwszym sezonie klub zajął piąte miejsce, ale w sezonie 2002/03 po 14 kolejce zrezygnował z dalszych występów a wyniki meczów zostały anulowane. Od 2004 uczestniczył w rozgrywkach Pucharu Mołdawii. W 2005 wrócił do Sarata-Galbena i przyjął nazwę Petrocub Sărata-Galbenă. W sezonie 2006/07 zajął drugie miejsce w Divizia "B" Nord i wrócił do Divizia A. W następnym sezonie uplasował się na czwartej pozycji w drugiej lidze, ale już w sezonie 2008/09 nie wystartował w rozgrywkach zawodowych.
Po kilku lat nieobecności, dopiero w sezonie 2013/14 jako Rapid-2 Petrocub Sărata-Galbenă ponownie startował w Divizia "B" Seria Sud, gdzie zwyciężył w swojej grupie. W następnym sezonie był drugim w klasyfikacji Divizia A i awansował do Divizia Națională. Latem 2015 ponownie przeniósł się na większy stadion do Hîncești, w związku z czym zmienił nazwę na Petrocub Hîncești. Sezon 2015/16 zakończył na 8. lokacie.

## Skład na sezon 2024/25
Stan na 30 sierpnia 2024
| Nr | Poz. | Piłkarz                   |
| -- | ---- | ------------------------- |
| 1  | BR   | Silviu Șmalenea           |
| 4  | OB   | Victor Mudrac             |
| 5  | OB   | Gilbert Djangmah Narh     |
| 6  | PO   | Boubacar Diallo           |
| 8  | PO   | Dumitru Demian            |
| 9  | NA   | Vladimir Ambros (kapitan) |
| 10 | NA   | Constantin Sandu          |
| 11 | NA   | Sergiu Plătică            |
| 19 | NA   | Mihai Plătică             |
| 20 | OB   | Donalio Douanla           |
| 21 | OB   | Maxim Potîrniche          |
| 22 | NA   | Marin Căruntu             |
| 23 | PO   | Mihai Lupan               |
| 30 | OB   | Vasile Jardan             |

| Nr | Poz. | Piłkarz                                       |
| -- | ---- | --------------------------------------------- |
| 31 | BR   | Victor Dodon                                  |
| 32 | BR   | Dumitru Covali                                |
| 37 | PO   | Dan Pușcaș                                    |
| 39 | PO   | Teodor Lungu                                  |
| 46 | OB   | Danil Andreiciu                               |
| 55 | OB   | Manuel Nana Agyemang                          |
| 66 | OB   | Ion Borș                                      |
| 70 | NA   | Seidu Basit (wypożyczony z Al-Hilal Omdurman) |
| 71 | PO   | Dumitru Bivol                                 |
| 78 | NA   | Nicky Cleșcenco                               |
| 90 | OB   | Ion Jardan                                    |
| 94 | PO   | Corneliu Cotogoi                              |
| ?  | OB   | Cristian Axenti                               |

## Sukcesy
- Mistrz Mołdawii: 2023/24
- Wicemistrz Mołdawii: 2020/21
- Puchar Mołdawii: 2020, 2024

## Europejskie puchary
Legenda do wszystkich tabel:
- Q – runda eliminacyjna, 1/16, 1/8, 1/4, 1/2 – odpowiednia faza rozgrywek, Grupa – runda grupowa, 1r gr – pierwsza runda grupowa, 2r gr – druga runda grupowa, F – finał, R – runda, PO – play-off
- k. – rzuty karne, los. – losowanie, Dogr. – dogrywka, w. – zasada bramek strzelonych na wyjeździe

| Sezon   | Rozgrywki               | Runda       | Klub                  | Dom     | Wyjazd  | Ogólnie     |
| ------- | ----------------------- | ----------- | --------------------- | ------- | ------- | ----------- |
| 2018/19 | Liga Europy             | 1Q          | NK Osijek             | 1–1     | 1–2     | 2–3         |
| 2019/20 | Liga Europy             | 1Q          | AEK Larnaka           | 0–1     | 0–1     | 0–2         |
| 2020/21 | Liga Europy             | 1Q          | FK Bačka Topola       | 0–2 (D) | 0–2 (D) | 0–2 (D)     |
| 2021/22 | Liga Konferencji Europy | 1Q          | Siłeks Kratowo        | 1–0     | 1–1     | 2–1         |
| 2021/22 | Liga Konferencji Europy | 2Q          | Sivasspor             | 0–1     | 0–1     | 0–2         |
| 2022/23 | Liga Konferencji Europy | 1Q          | Floriana              | 1–0     | 0–0     | 1–0         |
| 2022/23 | Liga Konferencji Europy | 2Q          | Laçi                  | 0–0     | 4–1     | 4–1         |
| 2022/23 | Liga Konferencji Europy | 3Q          | Fehérvár              | 1–2     | 0–5     | 1–7         |
| 2023/24 | Liga Konferencji Europy | 2Q          | Maccabi Tel Awiw      | 0–2     | 0–3     | 0–5         |
| 2024/25 | Liga Mistrzów           | 1Q          | Ordabasy Szymkent     | 1–0     | 0–0     | 1–0         |
| 2024/25 | Liga Mistrzów           | 2Q          | APOEL                 | 1–1     | 0–1     | 1–2         |
| 2024/25 | Liga Europy             | 3Q          | The New Saints        | 1–0     | 0–0     | 1–0         |
| 2024/25 | Liga Europy             | PO          | Łudogorec Razgrad     | 1–2     | 0–4     | 1–6         |
| 2024/25 | Liga Konferencji        | Faza ligowa | Real Betis            | 0–1 (D) | 0–1 (D) | 36. miejsce |
| 2024/25 | Liga Konferencji        | Faza ligowa | İstanbul Başakşehir   | 1–1 (W) | 1–1 (W) | 36. miejsce |
| 2024/25 | Liga Konferencji        | Faza ligowa | Rapid Wiedeń          | 0–3 (D) | 0–3 (D) | 36. miejsce |
| 2024/25 | Liga Konferencji        | Faza ligowa | Heart of Midlothian   | 2–2 (W) | 2–2 (W) | 36. miejsce |
| 2024/25 | Liga Konferencji        | Faza ligowa | Jagiellonia Białystok | 0–2 (W) | 0–2 (W) | 36. miejsce |
| 2024/25 | Liga Konferencji        | Faza ligowa | Pafos                 | 1–4 (D) | 1–4 (D) | 36. miejsce |
| 2025/26 | Liga Konferencji        | 1Q          | Birkirkara FC         | 3–0     | 0–1     | 3–1         |
| 2025/26 | Liga Konferencji        | 2Q          | Sabah Baku            | 0–2     | 1–4     | 1–6         |